# パボニア・グレディリー

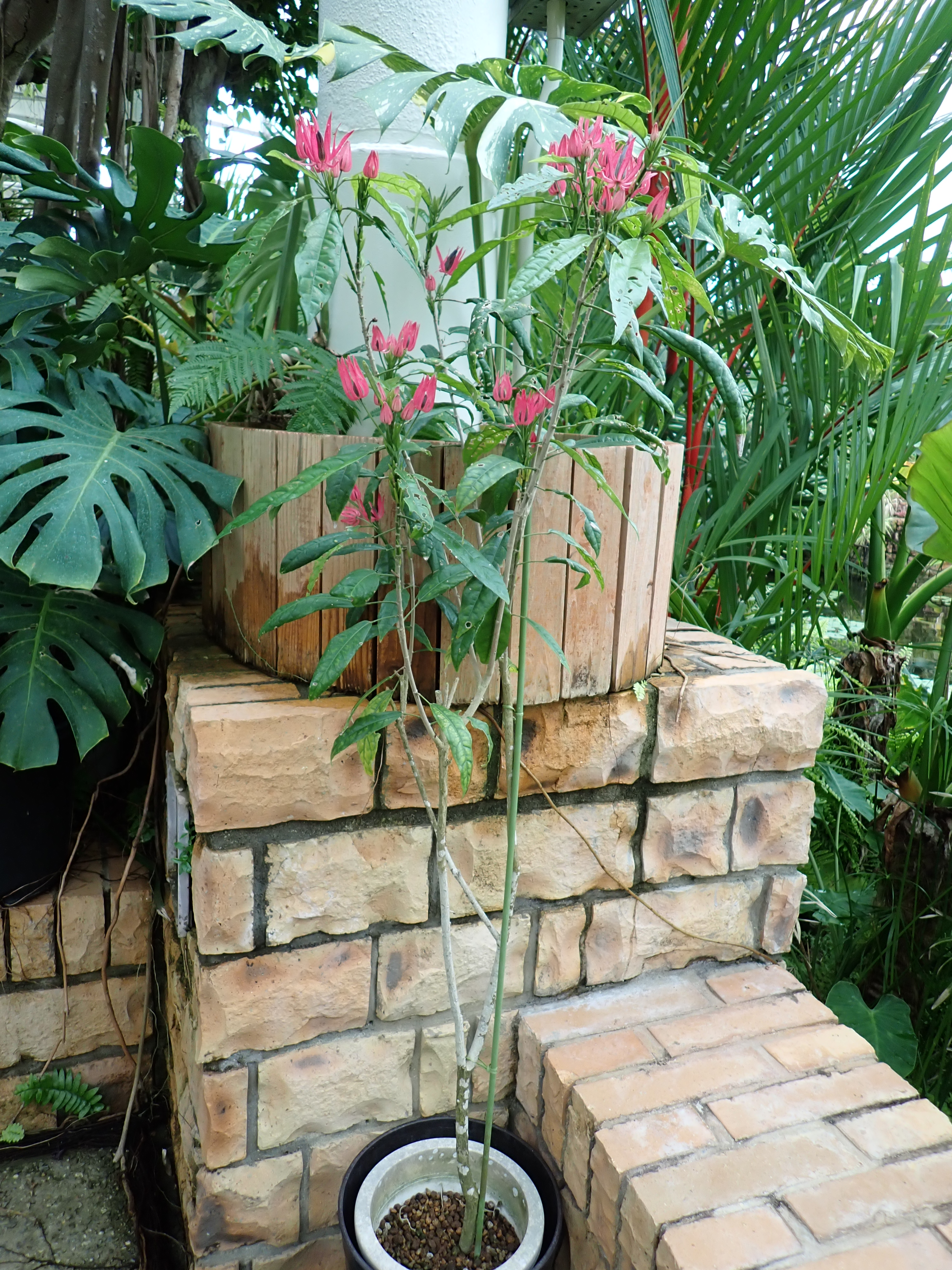
パボニア・グレディリー
（2024年5月 沖縄県本部町 熱帯ドリームセンター）

パボニア・グレディリー（学名：Pavonia × gledhillii）はアオイ科ヤノネボンテンカ属の常緑低木。単にパボニアとも呼ばれ、シノニムのP. intermediaの名でも知られ、矮性になる園芸品種（'kermesiana' ケルメシアナ）が観賞用としてよく栽培される。属名はスペインの植物学者J. A. Pavónに敬意を表して付けられた。

## 特徴
高さ2 mほど。分枝は少ない。葉は披針形で概ね全縁、互生する。葉表は凹凸があり、ツヤがある。花はホオズキの実を逆さにしたような形で、茎の上部の葉腋につき、外側にある9–10枚の赤く細長い副萼片が目立つ。副萼片で囲まれた中に紫色を帯びた萼片と花弁があり、中央から雄蕊筒と花柱が出る。花柱の先端は10分岐する。

## 利用
ともにブラジル原産のP. makoyanaとP. multifloraの種間雑種で、英国で作出された。15℃以上の温暖な気候の下では周年開花するとも、栽培には最低気温16–18℃以上を要するともされ、沖縄県内でも温室内で主に栽培される。挿し木により繁殖。